# Liste des députés de la 56e législature du Royaume-Uni
Pour un article plus général, voir Liste des députés du Royaume-Uni par législature.
Cette liste présente les 650 membres de la 56e législature de la Chambre des communes du Royaume-Uni au moment de leur élection le 7 mai 2015 lors des élections générales britanniques de 2015. Elle présente les élus par circonscriptions.

## Élus
Ce tableau dresse la liste des 650 députés, présentenant successivement les 533 élus d'Angleterre, des 59 d'Écosse, des 18 d'Irlande du Nord et des 40 du pays de Galles.
| Circonscription                        | Nom                    | Parti | Parti              | Naissance          | Ville d'origine      | Nation d'élection | Portrait |
| -------------------------------------- | ---------------------- | ----- | ------------------ | ------------------ | -------------------- | ----------------- | -------- |
| Aldershot                              | Gerald Howarth         |       | Parti conservateur | 12 septembre 1947  | Windsor              | Angleterre        |          |
| Aldridge-Brownhills                    | Wendy Morton           |       | Parti conservateur | 9 novembre 1967    | North Yorkshire      | Angleterre        |          |
| Altrincham and Sale West               | Graham Brady           |       | Parti conservateur | 20 mai 1967        | Salford              | Angleterre        |          |
| Amber Valley                           | Nigel Mills            |       | Parti conservateur | 1974               | Jacksdale            | Angleterre        |          |
| Arundel and South Downs                | Nick Herbert           |       | Parti conservateur | 7 avril 1963       | Cambridge            | Angleterre        |          |
| Ashfield                               | Gloria De Piero        |       | Parti travailliste | 21 décembre 1972   | Bradford             | Angleterre        |          |
| Ashford                                | Damian Green           |       | Parti conservateur | 17 janvier 1956    | Barry                | Pays de Galles    |          |
| Ashton-under-Lyne                      | Angela Rayner          |       | Parti travailliste | 28 mars 1980       | Stockport            | Angleterre        |          |
| Aylesbury                              | David Lidington        |       | Parti conservateur | 30 juin 1956       | Londres              | Angleterre        |          |
| Banbury                                | Victoria Prentis       |       | Parti conservateur |                    | Banbury              | Angleterre        |          |
| Barking                                | Margaret Hodge         |       | Parti travailliste | 8 septembre 1944   | Le Caire             | Égypte            |          |
| Barnsley Central                       | Dan Jarvis             |       | Parti travailliste | 30 novembre 1972   | Nottingham           | Angleterre        |          |
| Barnsley East                          | Michael Dugher         |       | Parti travailliste | 26 avril 1975      | Edlington            | Angleterre        |          |
| Barrow and Furness                     | John Woodcock          |       | Parti travailliste | 14 octobre 1978    | Sheffield            | Angleterre        |          |
| Basildon and Billericay                | John Baron             |       | Parti conservateur | 21 juin 1959       | Redhill              | Angleterre        |          |
| Basingstoke                            | Maria Miller           |       | Parti conservateur | 26 mars 1964       | Wolverhampton        | Angleterre        |          |
| Bassetlaw                              | John Mann              |       | Parti travailliste | 10 janvier 1960    | Leeds                | Angleterre        |          |
| Bath                                   | Ben Howlett            |       | Parti conservateur | 21 août 1986       |                      |                   |          |
| Batley and Spen                        | Jo Cox                 |       | Parti travailliste |                    |                      |                   |          |
| Battersea                              | Jane Ellison           |       | Parti conservateur | 15 août 1964       | Bradford             | Angleterre        |          |
| Beaconsfield                           | Dominic Grieve         |       | Parti conservateur | 24 mai 1956        | Londres              | Angleterre        |          |
| Beckenham                              | Bob Stewart            |       | Parti conservateur | 7 juillet 1949     | Preston              | Angleterre        |          |
| Bedford                                | Richard Fuller         |       | Parti conservateur | 30 mai 1962        | Bedford              | Angleterre        |          |
| Bermondsey and Old Southwark           | Neil Coyle             |       | Parti travailliste | 30 décembre 1978   | Luton                | Angleterre        |          |
| Berwick-upon-Tweed                     | Anne-Marie Trevelyan   |       | Parti conservateur |                    |                      |                   |          |
| Bethnal Green and Bow                  | Rushanara Ali          |       | Parti travailliste | 14 mars 1975       | Bishwanath Upazila   | Bangladesh        |          |
| Beverley and Holderness                | Graham Stuart          |       | Parti conservateur | 12 mars 1962       | Carlisle             | Angleterre        |          |
| Bexhill and Battle                     | Huw Merriman           |       | Parti conservateur | 13 juillet 1973    |                      |                   |          |
| Bexleyheath and Crayford               | David Evennett         |       | Parti conservateur | 3 juin 1949        | Romford              | Angleterre        |          |
| Birkenhead                             | Frank Field            |       | Parti travailliste | 16 juillet 1942    | Edmonton             | Angleterre        |          |
| Birmingham Edgbaston                   | Gisela Stuart          |       | Parti travailliste | 26 novembre 1955   | Velden               | Allemagne         |          |
| Birmingham Erdington                   | Jack Dromey            |       | Parti travailliste | 21 septembre 1948  | Brent                | Angleterre        |          |
| Birmingham Hall Green                  | Roger Godsiff          |       | Parti travailliste | 28 juin 1946       | Lewisham             | Angleterre        |          |
| Birmingham Hodge Hill                  | Liam Byrne             |       | Parti travailliste | 2 octobre 1970     | Warrington           | Angleterre        |          |
| Birmingham Ladywood                    | Shabana Mahmood        |       | Parti travailliste | 17 septembre 1980  | Birmingham           | Angleterre        |          |
| Birmingham Northfield                  | Richard Burden         |       | Parti travailliste | 1er septembre 1954 | Liverpool            | Angleterre        |          |
| Birmingham Perry Barr                  | Khalid Mahmood         |       | Parti travailliste | 13 juillet 1961    | Azad Cachemire       | Pakistan          |          |
| Birmingham Selly Oak                   | Steve McCabe           |       | Parti travailliste | 4 août 1955        | Johnstone            | Écosse            |          |
| Birmingham Yardley                     | Jess Phillips          |       | Parti travailliste | 9 octobre 1981     | Birmingham           | Angleterre        |          |
| Bishop Auckland                        | Helen Goodman          |       | Parti travailliste | 2 janvier 1958     | Nottingham           | Angleterre        |          |
| Blackburn                              | Kate Hollern           |       | Parti travailliste | 12 avril 1955      | Dumbarton            | Écosse            |          |
| Blackley and Broughton                 | Graham Stringer        |       | Parti travailliste | 17 février 1950    | Manchester           | Angleterre        |          |
| Blackpool North and Cleveleys          | Paul Maynard           |       | Parti conservateur | 16 décembre 1975   | Crewe                | Angleterre        |          |
| Blackpool South                        | Gordon Marsden         |       | Parti travailliste | 28 novembre 1953   | Manchester           | Angleterre        |          |
| Blaydon                                | David Anderson         |       | Parti travailliste | 2 décembre 1953    | Sunderland           | Angleterre        |          |
| Blyth Valley                           | Ronnie Campbell        |       | Parti travailliste | 14 août 1943       | Tynemouth            | Angleterre        |          |
| Bognor Regis and Littlehampton         | Nick Gibb              |       | Parti conservateur | 3 septembre 1960   | Amersham             | Angleterre        |          |
| Bolsover                               | Dennis Skinner         |       | Parti travailliste | 11 février 1932    | Clay Cross           | Angleterre        |          |
| Bolton North East                      | David Crausby          |       | Parti travailliste | 17 juin 1946       | Bury                 | Angleterre        |          |
| Bolton South East                      | Yasmin Qureshi         |       | Parti travailliste | 5 juillet 1963     | Gujrat               | Pakistan          |          |
| Bolton West                            | Chris Green            |       | Parti conservateur |                    |                      |                   |          |
| Bootle                                 | Peter Dowd             |       | Parti travailliste |                    |                      |                   |          |
| Boston and Skegness                    | Matt Warman            |       | Parti conservateur |                    |                      |                   |          |
| Bosworth                               | David Tredinnick       |       | Parti conservateur | 19 janvier 1950    | Worthing             | Angleterre        |          |
| Bournemouth East                       | Tobias Ellwood         |       | Parti conservateur | 12 août 1966       | New York             | États-Unis        |          |
| Bournemouth West                       | Conor Burns            |       | Parti conservateur | 24 septembre 1972  | Belfast              | Irlande du Nord   |          |
| Bracknell                              | Phillip Lee            |       | Parti conservateur | 28 septembre 1970  | Taplow               | Angleterre        |          |
| Bradford East                          | Imran Hussain          |       | Parti travailliste |                    | Bradford             | Angleterre        |          |
| Bradford South                         | Judith Cummins         |       | Parti travailliste |                    |                      |                   |          |
| Bradford West                          | Naseem Shah            |       | Parti travailliste | 13 novembre 1973   | Bradford             | Angleterre        |          |
| Braintree                              | James Cleverly         |       | Parti conservateur | 4 septembre 1969   | Lewisham             | Angleterre        |          |
| Brent Central                          | Dawn Butler            |       | Parti travailliste | 3 novembre 1969    | Forest Gate          | Angleterre        |          |
| Brent North                            | Barry Gardiner         |       | Parti travailliste | 10 mars 1957       | Glasgow              | Écosse            |          |
| Brentford and Isleworth                | Ruth Cadbury           |       | Parti travailliste |                    |                      |                   |          |
| Brentwood and Ongar                    | Eric Pickles           |       | Parti conservateur | 20 avril 1952      | Keighley             | Angleterre        |          |
| Bridgwater and West Somerset           | Ian Liddell-Grainger   |       | Parti conservateur | 23 février 1959    | Édimbourg            | Écosse            |          |
| Brigg and Goole                        | Andrew Percy           |       | Parti conservateur | 1977               | Kingston-upon-Hull   | Angleterre        |          |
| Brighton Kemptown                      | Simon Radford-Kirby    |       | Parti conservateur | 22 décembre 1964   | Hastings             | Angleterre        |          |
| Brighton Pavilion                      | Caroline Lucas         |       | Parti vert         | 9 décembre 1960    | Malvern              | Angleterre        |          |
| Bristol East                           | Kerry McCarthy         |       | Parti travailliste | 26 mars 1965       | Luton                | Angleterre        |          |
| Bristol North West                     | Charlotte Leslie       |       | Parti conservateur | 11 août 1978       | Liverpool            | Angleterre        |          |
| Bristol South                          | Karin Smyth            |       | Parti travailliste |                    |                      |                   |          |
| Bristol West                           | Thangam Debbonaire     |       | Parti travailliste | 3 août 1966        |                      |                   |          |
| Broadland                              | Keith Simpson          |       | Parti conservateur | 29 mars 1949       | Norwich              | Angleterre        |          |
| Bromley and Chislehurst                | Bob Neill              |       | Parti conservateur | 24 juin 1952       | Ilford               | Angleterre        |          |
| Bromsgrove                             | Sajid Javid            |       | Parti conservateur | 5 décembre 1969    | Rochdale             | Angleterre        |          |
| Broxbourne                             | Charles Walker         |       | Parti conservateur | 11 septembre 1967  | Oxford               | Angleterre        |          |
| Broxtowe                               | Anna Soubry            |       | Parti conservateur | 7 décembre 1956    | Lincoln              | Angleterre        |          |
| Buckingham                             | John Bercow            |       | Speaker            | 19 janvier 1963    | Edgware              | Angleterre        |          |
| Burnley                                | Julie Cooper           |       | Parti travailliste |                    | Burnley              | Angleterre        |          |
| Burton                                 | Andrew Griffiths       |       | Parti conservateur | 19 octobre 1970    | Dudley               | Angleterre        |          |
| Bury North                             | David Nuttall          |       | Parti conservateur | 25 mars 1962       | Sheffield            | Angleterre        |          |
| Bury South                             | Ivan Lewis             |       | Parti travailliste | 4 mars 1967        | Prestwich            | Angleterre        |          |
| Bury St Edmunds                        | Jo Churchill           |       | Parti conservateur | 18 mars 1964       |                      |                   |          |
| Calder Valley                          | Craig Whittaker        |       | Parti conservateur | 30 août 1962       | Radcliffe            | Angleterre        |          |
| Camberwell and Peckham                 | Harriet Harman         |       | Parti travailliste | 30 juillet 1950    | Marylebone           | Angleterre        |          |
| Camborne and Redruth                   | George Eustice         |       | Parti conservateur | 28 septembre 1971  | Penzance             | Angleterre        |          |
| Cambridge                              | Daniel Zeichner        |       | Parti travailliste | 9 novembre 1956    | Bromley              | Angleterre        |          |
| Cannock Chase                          | Amanda Milling         |       | Parti conservateur | 12 mars 1975       |                      |                   |          |
| Canterbury                             | Julian Brazier         |       | Parti conservateur | 24 juillet 1953    | Dartford             | Angleterre        |          |
| Carlisle                               | John Stevenson         |       | Parti conservateur | 4 juillet 1963     | Aberdeen             | Écosse            |          |
| Carshalton and Wallington              | Tom Brake              |       | LibDems            | 6 mai 1962         | Melton Mowbray       | Angleterre        |          |
| Castle Point                           | Rebecca Harris         |       | Parti conservateur | 22 décembre 1967   | Windsor              | Angleterre        |          |
| Central Devon                          | Mel Stride             |       | Parti conservateur | 30 septembre 1961  | Londres              | Angleterre        |          |
| Central Suffolk and North Ipswich      | Daniel Poulter         |       | Parti conservateur | 30 octobre 1978    | Beckenham            | Angleterre        |          |
| Charnwood                              | Edward Argar           |       | Parti conservateur | 9 décembre 1977    | Ashford              | Angleterre        |          |
| Chatham and Aylesford                  | Tracey Crouch          |       | Parti conservateur | 24 juillet 1975    | Ashford              | Angleterre        |          |
| Cheadle                                | Mary Robinson          |       | Parti conservateur |                    |                      |                   |          |
| Chelmsford                             | Simon Burns            |       | Parti conservateur | 6 septembre 1952   | Nottingham           | Angleterre        |          |
| Chelsea and Fulham                     | Greg Hands             |       | Parti conservateur | 14 novembre 1965   | New York             | États-Unis        |          |
| Cheltenham                             | Alex Chalk             |       | Parti conservateur |                    | Cheltenham           | Angleterre        |          |
| Chesham and Amersham                   | Cheryl Gillan          |       | Parti conservateur | 21 avril 1952      | Cardiff              | Pays de Galles    |          |
| Chesterfield                           | Toby Perkins           |       | Parti travailliste | 12 août 1970       | Reading              | Angleterre        |          |
| Chichester                             | Andrew Tyrie           |       | Parti conservateur | 15 janvier 1957    | Rochford             | Angleterre        |          |
| Chingford and Woodford Green           | Iain Duncan Smith      |       | Parti conservateur | 9 avril 1954       | Édimbourg            | Écosse            |          |
| Chippenham                             | Michelle Donelan       |       | Parti conservateur | 8 avril 1984       | Whitley              | Angleterre        |          |
| Chipping Barnet                        | Theresa Villiers       |       | Parti conservateur | 5 mars 1968        | Londres              | Angleterre        |          |
| Chorley                                | Lindsay Hoyle          |       | Parti travailliste | 10 juin 1957       | Chorley              | Angleterre        |          |
| Christchurch                           | Christopher Chope      |       | Parti conservateur | 19 mai 1947        | Putney               | Angleterre        |          |
| Cities of London and Westminster       | Mark Field             |       | Parti conservateur | 6 octobre 1964     | Hanovre              | Allemagne         |          |
| City of Chester                        | Chris Matheson         |       | Parti travailliste | 2 janvier 1968     | Warrington           | Angleterre        |          |
| City of Durham                         | Roberta Blackman-Woods |       | Parti travailliste | 16 août 1957       | Belfast              | Irlande du Nord   |          |
| Clacton                                | Douglas Carswell       |       | UKIP               | 3 mai 1971         | Londres              | Angleterre        |          |
| Cleethorpes                            | Martin Vickers         |       | Parti conservateur | 13 septembre 1950  | Cleethorpes          | Angleterre        |          |
| Colchester                             | Will Quince            |       | Parti conservateur | 27 décembre 1982   | Buckinghamshire      | Angleterre        |          |
| Colne Valley                           | Jason McCartney        |       | Parti conservateur | 29 janvier 1968    | Harrogate            | Angleterre        |          |
| Congleton                              | Fiona Bruce            |       | Parti conservateur | 26 mars 1957       | Wick                 | Écosse            |          |
| Copeland                               | Jamie Reed             |       | Parti travailliste | 4 août 1973        | Whitehaven           | Angleterre        |          |
| Corby                                  | Tom Pursglove          |       | Parti conservateur | 5 novembre 1988    |                      |                   |          |
| Coventry North East                    | Colleen Fletcher       |       | Parti travailliste |                    |                      |                   |          |
| Coventry North West                    | Geoffrey Robinson      |       | Parti travailliste | 25 mai 1938        | Sheffield            | Angleterre        |          |
| Coventry South                         | Jim Cunningham         |       | Parti travailliste | 4 février 1941     | Coatbridge           | Écosse            |          |
| Crawley                                | Henry Smith            |       | Parti conservateur | 14 mai 1969        | Epsom                | Angleterre        |          |
| Crewe and Nantwich                     | Edward Timpson         |       | Parti conservateur | 26 décembre 1973   | Knutsford            | Angleterre        |          |
| Croydon Central                        | Gavin Barwell          |       | Parti conservateur | 23 janvier 1972    | Cuckfield            | Angleterre        |          |
| Croydon North                          | Steve Reed             |       | Parti travailliste | 12 novembre 1963   |                      |                   |          |
| Croydon South                          | Chris Philp            |       | Parti conservateur | 6 juillet 1976     | West Wickham         | Angleterre        |          |
| Dagenham and Rainham                   | Jon Cruddas            |       | Parti travailliste | 7 avril 1962       | Helston              | Angleterre        |          |
| Darlington                             | Jenny Chapman          |       | Parti travailliste | 25 septembre 1973  | Surrey               | Angleterre        |          |
| Dartford                               | Gareth Johnson         |       | Parti conservateur | 12 octobre 1969    | Bromley              | Angleterre        |          |
| Daventry                               | Chris Heaton-Harris    |       | Parti conservateur | 28 novembre 1967   | Epsom                | Angleterre        |          |
| Denton and Reddish                     | Andrew Gwynne          |       | Parti travailliste | 4 juin 1974        | Manchester           | Angleterre        |          |
| Derby North                            | Amanda Solloway        |       | Parti conservateur |                    |                      |                   |          |
| Derby South                            | Margaret Beckett       |       | Parti travailliste | 15 janvier 1943    | Ashton-under-Lyne    | Angleterre        |          |
| Derbyshire Dales                       | Patrick McLoughlin     |       | Parti conservateur | 30 novembre 1957   | Stafford             | Angleterre        |          |
| Devizes                                | Claire Perry           |       | Parti conservateur | 3 avril 1964       | Bromsgrove           | Angleterre        |          |
| Dewsbury                               | Paula Sherriff         |       | Parti travailliste |                    | Glasgow              | Écosse            |          |
| Don Valley                             | Caroline Flint         |       | Parti travailliste | 20 septembre 1961  | Twickenham           | Angleterre        |          |
| Doncaster Central                      | Rosie Winterton        |       | Parti travailliste | 10 août 1958       | Leicester            | Angleterre        |          |
| Doncaster North                        | Ed Miliband            |       | Parti travailliste | 24 décembre 1969   | Camden               | Angleterre        |          |
| Dover                                  | Charlie Elphicke       |       | Parti conservateur | 14 mars 1971       | Huntingdon           | Angleterre        |          |
| Dudley North                           | Ian Austin             |       | Parti travailliste | 8 mars 1965        | Bury St Edmunds      | Angleterre        |          |
| Dudley South                           | Mike Wood              |       | Parti conservateur |                    |                      |                   |          |
| Dulwich and West Norwood               | Helen Hayes            |       | Parti travailliste | 8 août 1974        |                      |                   |          |
| Ealing Central and Acton               | Rupa Huq               |       | Parti travailliste | 2 avril 1972       | Hammersmith          | Angleterre        |          |
| Ealing North                           | Stephen Pound          |       | Parti travailliste | 3 juillet 1948     | Hammersmith          | Angleterre        |          |
| Ealing Southall                        | Virendra Sharma        |       | Parti travailliste | 5 avril 1947       | New Delhi            | Inde              |          |
| Easington                              | Grahame Morris         |       | Parti travailliste | 13 mars 1961       | Durham               | Angleterre        |          |
| East Devon                             | Hugo Swire             |       | Parti conservateur | 30 novembre 1959   | Londres              | Angleterre        |          |
| East Ham                               | Stephen Timms          |       | Parti travailliste | 29 juillet 1955    | Oldham               | Angleterre        |          |
| East Hampshire                         | Damian Hinds           |       | Parti conservateur | 27 novembre 1969   | Paddington           | Angleterre        |          |
| East Surrey                            | Sam Gyimah             |       | Parti conservateur | 10 août 1976       | Beaconsfield         | Angleterre        |          |
| East Worthing and Shoreham             | Tim Loughton           |       | Parti conservateur | 30 mai 1962        | Eastbourne           | Angleterre        |          |
| East Yorkshire                         | Greg Knight            |       | Parti conservateur | 4 avril 1949       | Blaby                | Angleterre        |          |
| Eastbourne                             | Caroline Ansell        |       | Parti conservateur |                    |                      |                   |          |
| Eastleigh                              | Mims Davies            |       | Parti conservateur |                    |                      |                   |          |
| Eddisbury                              | Antoinette Sandbach    |       | Parti conservateur |                    |                      |                   |          |
| Edmonton                               | Kate Osamor            |       | Parti travailliste | 15 août 1968       | Tottenham            | Angleterre        |          |
| Ellesmere Port and Neston              | Justin Madders         |       | Parti travailliste | 22 novembre 1972   |                      |                   |          |
| Elmet and Rothwell                     | Alec Shelbrooke        |       | Parti conservateur | 10 janvier 1976    | Gravesend            | Angleterre        |          |
| Eltham                                 | Clive Efford           |       | Parti travailliste | 10 juillet 1958    | Southwark            | Angleterre        |          |
| Enfield North                          | Joan Ryan              |       | Parti travailliste | 8 septembre 1955   | Warrington           | Angleterre        |          |
| Enfield Southgate                      | David Burrowes         |       | Parti conservateur | 12 juin 1969       | Cockfosters          | Angleterre        |          |
| Epping Forest                          | Eleanor Laing          |       | Parti conservateur | 1er février 1958   | Paisley              | Écosse            |          |
| Epsom and Ewell                        | Chris Grayling         |       | Parti conservateur | 1er avril 1962     | Marylebone           | Angleterre        |          |
| Erewash                                | Maggie Throup          |       | Parti conservateur | 27 janvier 1957    | Shipley              | Angleterre        |          |
| Erith and Thamesmead                   | Teresa Pearce          |       | Parti travailliste | 1er février 1955   | Southport            | Angleterre        |          |
| Esher and Walton                       | Dominic Raab           |       | Parti conservateur | 25 février 1974    | Buckinghamshire      | Angleterre        |          |
| Exeter                                 | Ben Bradshaw           |       | Parti travailliste | 30 août 1960       | Cité de Westminster  | Angleterre        |          |
| Fareham                                | Suella Fernandes       |       | Parti conservateur |                    | Harrow               | Angleterre        |          |
| Faversham and Mid Kent                 | Helen Whately          |       | Parti conservateur |                    |                      |                   |          |
| Feltham and Heston                     | Seema Malhotra         |       | Parti travailliste | 7 août 1972        | Feltham              | Angleterre        |          |
| Filton and Bradley Stoke               | Jack Lopresti          |       | Parti conservateur | 23 août 1969       | Bristol              | Angleterre        |          |
| Finchley and Golders Green             | Mike Freer             |       | Parti conservateur | 29 mai 1960        | Manchester           | Angleterre        |          |
| Folkestone and Hythe                   | Damian Collins         |       | Parti conservateur | 4 février 1974     | Northampton          | Angleterre        |          |
| Forest of Dean                         | Mark Harper            |       | Parti conservateur | 26 février 1970    | Swindon              | Angleterre        |          |
| Fylde                                  | Mark Menzies           |       | Parti conservateur | 18 mai 1971        | Irvine               | Écosse            |          |
| Gainsborough                           | Edward Leigh           |       | Parti conservateur | 20 juillet 1950    | Kensington           | Angleterre        |          |
| Garston and Halewood                   | Maria Eagle            |       | Parti travailliste | 17 février 1961    | Bridlington          | Angleterre        |          |
| Gateshead                              | Ian Mearns             |       | Parti travailliste | 21 avril 1957      | Newcastle upon Tyne  | Angleterre        |          |
| Gedling                                | Vernon Coaker          |       | Parti travailliste | 17 juin 1953       | Cité de Westminster  | Angleterre        |          |
| Gillingham and Rainham                 | Rehman Chishti         |       | Parti conservateur | 4 octobre 1978     | Muzaffarabad         | Pakistan          |          |
| Gloucester                             | Richard Graham         |       | Parti conservateur | 4 avril 1958       | Oxford               | Angleterre        |          |
| Gosport                                | Caroline Dinenage      |       | Parti conservateur | 28 octobre 1971    | Portsmouth           | Angleterre        |          |
| Grantham and Stamford                  | Nicholas Boles         |       | Parti conservateur | 2 novembre 1965    | Londres              | Angleterre        |          |
| Gravesham                              | Adam Holloway          |       | Parti conservateur | 29 juillet 1965    | Faversham            | Angleterre        |          |
| Great Grimsby                          | Melanie Onn            |       | Parti travailliste |                    | Grimsby              | Angleterre        |          |
| Great Yarmouth                         | Brandon Lewis          |       | Parti conservateur | 20 juin 1971       | Harold Wood          | Angleterre        |          |
| Greenwich and Woolwich                 | Matthew Pennycook      |       | Parti travailliste |                    |                      |                   |          |
| Guildford                              | Anne Milton            |       | Parti conservateur | 3 novembre 1955    | Cuckfield            | Angleterre        |          |
| Hackney North and Stoke Newington      | Diane Abbott           |       | Parti travailliste | 27 septembre 1953  | Paddington           | Angleterre        |          |
| Hackney South and Shoreditch           | Meg Hillier            |       | Parti travailliste | 14 février 1969    | Hampstead            | Angleterre        |          |
| Halesowen and Rowley Regis             | James Morris           |       | Parti conservateur | 4 février 1967     | Nottingham           | Angleterre        |          |
| Halifax                                | Holly Walker-Lynch     |       | Parti travailliste | 8 octobre 1986     | Halifax              | Angleterre        |          |
| Haltemprice and Howden                 | David Davis            |       | Parti conservateur | 23 décembre 1948   | York                 | Angleterre        |          |
| Halton                                 | Derek Twigg            |       | Parti travailliste | 9 juillet 1959     | Widnes               | Angleterre        |          |
| Hammersmith                            | Andy Slaughter         |       | Parti travailliste | 29 septembre 1960  | Fulham               | Angleterre        |          |
| Hampstead and Kilburn                  | Tulip Siddiq           |       | Parti travailliste | 16 septembre 1982  | Mitcham              | Angleterre        |          |
| Harborough                             | Edward Garnier         |       | Parti conservateur | 26 octobre 1952    | Wuppertal            | Allemagne         |          |
| Harlow                                 | Robert Halfon          |       | Parti conservateur | 22 mars 1969       | Londres              | Angleterre        |          |
| Harrogate and Knaresborough            | Andrew Jones           |       | Parti conservateur | 28 novembre 1963   | Ilkley               | Angleterre        |          |
| Harrow East                            | Bob Blackman           |       | Parti conservateur | 26 avril 1956      | Kensington           | Angleterre        |          |
| Harrow West                            | Gareth Thomas          |       | Parti travailliste | 15 juillet 1967    | Harrow               | Angleterre        |          |
| Hartlepool                             | Iain Wright            |       | Parti travailliste | 9 mai 1972         | Hartlepool           | Angleterre        |          |
| Harwich and North Essex                | Bernard Jenkin         |       | Parti conservateur | 9 avril 1959       | Highgate             | Angleterre        |          |
| Hastings and Rye                       | Amber Rudd             |       | Parti conservateur | 1er août 1963      | Londres              | Angleterre        |          |
| Havant                                 | Alan Mak               |       | Parti conservateur | 1984               | York                 | Angleterre        |          |
| Hayes and Harlington                   | John McDonnell         |       | Parti travailliste | 8 septembre 1951   | Liverpool            | Angleterre        |          |
| Hazel Grove                            | William Wragg          |       | Parti conservateur |                    |                      |                   |          |
| Hemel Hempstead                        | Mike Penning           |       | Parti conservateur | 28 septembre 1957  | Hendon               | Angleterre        |          |
| Hemsworth                              | Jon Trickett           |       | Parti travailliste | 2 juillet 1950     | Leeds                | Angleterre        |          |
| Hendon                                 | Matthew Offord         |       | Parti conservateur | 3 septembre 1969   | Alton                | Angleterre        |          |
| Henley                                 | John Howell            |       | Parti conservateur | 27 juillet 1955    | Londres              | Angleterre        |          |
| Hereford and South Herefordshire       | Jesse Norman           |       | Parti conservateur | 23 juin 1962       | Londres              | Angleterre        |          |
| Hertford and Stortford                 | Mark Prisk             |       | Parti conservateur | 12 juin 1962       | Redruth              | Angleterre        |          |
| Hertsmere                              | Oliver Dowden          |       | Parti conservateur | 1er août 1978      | Cité de St Albans    | Angleterre        |          |
| Hexham                                 | Guy Opperman           |       | Parti conservateur | 18 mai 1965        | Marlborough          | Angleterre        |          |
| Heywood and Middleton                  | Liz McInnes            |       | Parti travailliste | 1959               | Oldham               | Angleterre        |          |
| High Peak                              | Andrew Bingham         |       | Parti conservateur | 23 juin 1962       | Buxton               | Angleterre        |          |
| Hitchin and Harpenden                  | Peter Lilley           |       | Parti conservateur | 23 août 1943       | Hayes                | Angleterre        |          |
| Holborn and St Pancras                 | Keir Starmer           |       | Parti travailliste | 2 septembre 1962   | Londres              | Angleterre        |          |
| Hornchurch and Upminster               | Angela Watkinson       |       | Parti conservateur | 18 novembre 1941   | Leytonstone          | Angleterre        |          |
| Hornsey and Wood Green                 | Catherine West         |       | Parti travailliste | 14 septembre 1966  | Sydney               | Australie         |          |
| Horsham                                | Jeremy Quin            |       | Parti conservateur |                    | Aylesbury            | Angleterre        |          |
| Houghton and Sunderland South          | Bridget Phillipson     |       | Parti travailliste | 19 décembre 1983   | Gateshead            | Angleterre        |          |
| Hove                                   | Peter Kyle             |       | Parti travailliste | 9 septembre 1970   |                      |                   |          |
| Huddersfield                           | Barry Sheerman         |       | Parti travailliste | 17 août 1940       | Sunbury-on-Thames    | Angleterre        |          |
| Huntingdon                             | Jonathan Djanogly      |       | Parti conservateur | 3 juin 1965        | Hammersmith          | Angleterre        |          |
| Hyndburn                               | Graham Jones           |       | Parti travailliste | 3 mars 1966        | Accrington           | Angleterre        |          |
| Ilford North                           | Wes Streeting          |       | Parti travailliste | 21 janvier 1983    | Tower Hamlets        | Angleterre        |          |
| Ilford South                           | Mike Gapes             |       | Parti travailliste | 4 septembre 1952   | Snaresbrook          | Angleterre        |          |
| Ipswich                                | Benedict Gummer        |       | Parti conservateur | 19 février 1978    | Londres              | Angleterre        |          |
| Isle of Wight                          | Andrew Turner          |       | Parti conservateur | 24 octobre 1953    | Coventry             | Angleterre        |          |
| Islington North                        | Jeremy Corbyn          |       | Parti travailliste | 26 mai 1949        | Chippenham           | Angleterre        |          |
| Islington South and Finsbury           | Emily Thornberry       |       | Parti travailliste | 27 juillet 1960    | Surrey               | Angleterre        |          |
| Jarrow                                 | Stephen Hepburn        |       | Parti travailliste | 6 décembre 1959    | Jarrow               | Angleterre        |          |
| Keighley                               | Kris Hopkins           |       | Parti conservateur | 8 juin 1963        | Haworth              | Angleterre        |          |
| Kenilworth and Southam                 | Jeremy Wright          |       | Parti conservateur | 24 octobre 1972    | Taunton              | Angleterre        |          |
| Kensington                             | Victoria Borwick       |       | Parti conservateur | 26 avril 1956      | Londres              | Angleterre        |          |
| Kettering                              | Philip Hollobone       |       | Parti conservateur | 7 novembre 1964    | Bromley              | Angleterre        |          |
| Kingston and Surbiton                  | James Berry            |       | Parti conservateur |                    | Canterbury           | Angleterre        |          |
| Kingston upon Hull East                | Karl Turner            |       | Parti travailliste | 15 avril 1971      | Kingston-upon-Hull   | Angleterre        |          |
| Kingston upon Hull North               | Diana Johnson          |       | Parti travailliste | 25 juillet 1966    | Northwich            | Angleterre        |          |
| Kingston upon Hull West and Hessle     | Alan Johnson           |       | Parti travailliste | 17 mai 1950        | Paddington           | Angleterre        |          |
| Kingswood                              | Chris Skidmore         |       | Parti conservateur | 17 mai 1981        | Bristol              | Angleterre        |          |
| Knowsley                               | George Howarth         |       | Parti travailliste | 29 juin 1949       | Prescot              | Angleterre        |          |
| Lancaster and Fleetwood                | Cat Smith              |       | Parti travailliste | 16 juin 1985       | Barrow-in-Furness    | Angleterre        |          |
| Leeds Central                          | Hilary Benn            |       | Parti travailliste | 26 novembre 1953   | Hammersmith          | Angleterre        |          |
| Leeds East                             | Richard Burgon         |       | Parti travailliste |                    |                      |                   |          |
| Leeds North East                       | Fabian Hamilton        |       | Parti travailliste | 12 avril 1955      | Cité de Westminster  | Angleterre        |          |
| Leeds North West                       | Greg Mulholland        |       | LibDems            | 31 août 1970       | Manchester           | Angleterre        |          |
| Leeds West                             | Rachel Reeves          |       | Parti travailliste | 13 février 1979    | Lewisham             | Angleterre        |          |
| Leicester East                         | Keith Vaz              |       | Parti travailliste | 26 novembre 1956   | Aden                 | Yémen             |          |
| Leicester South                        | Jon Ashworth           |       | Parti travailliste | 14 octobre 1978    | Cité de Salford      | Angleterre        |          |
| Leicester West                         | Liz Kendall            |       | Parti travailliste | 11 juin 1971       | Abbots Langley       | Angleterre        |          |
| Leigh                                  | Andy Burnham           |       | Parti travailliste | 7 janvier 1970     | Aintree              | Angleterre        |          |
| Lewes                                  | Maria Caulfield        |       | Parti conservateur | 6 août 1974        | Londres              | Angleterre        |          |
| Lewisham Deptford                      | Vicky Foxcroft         |       | Parti travailliste |                    |                      |                   |          |
| Lewisham East                          | Heidi Alexander        |       | Parti travailliste | 17 avril 1975      | Swindon              | Angleterre        |          |
| Lewisham West and Penge                | Jim Dowd               |       | Parti travailliste | 5 mars 1951        | Bad Eilsen           | Allemagne         |          |
| Leyton and Wanstead                    | John Cryer             |       | Parti travailliste | 11 avril 1964      | Darwen               | Angleterre        |          |
| Lichfield                              | Michael Fabricant      |       | Parti conservateur | 12 juin 1950       | Brighton             | Angleterre        |          |
| Lincoln                                | Karl McCartney         |       | Parti conservateur | 25 octobre 1968    | Birkenhead           | Angleterre        |          |
| Liverpool Riverside                    | Louise Ellman          |       | Parti travailliste | 14 novembre 1945   | Manchester           | Angleterre        |          |
| Liverpool Walton                       | Steve Rotheram         |       | Parti travailliste | 4 novembre 1961    | Liverpool            | Angleterre        |          |
| Liverpool Wavertree                    | Luciana Berger         |       | Parti travailliste | 13 mai 1981        | Wembley              | Angleterre        |          |
| Liverpool West Derby                   | Stephen Twigg          |       | Parti travailliste | 25 décembre 1966   | Enfield              | Angleterre        |          |
| Loughborough                           | Nicky Morgan           |       | Parti conservateur | 1er octobre 1972   | Londres              | Angleterre        |          |
| Louth and Horncastle                   | Victoria Atkins        |       | Parti conservateur | 22 mars 1976       |                      |                   |          |
| Ludlow                                 | Philip Dunne           |       | Parti conservateur | 14 août 1958       | Ludlow               | Angleterre        |          |
| Luton North                            | Kelvin Hopkins         |       | Parti travailliste | 22 août 1941       | Leicester            | Angleterre        |          |
| Luton South                            | Gavin Shuker           |       | Parti travailliste | 10 octobre 1981    | Luton                | Angleterre        |          |
| Macclesfield                           | David Rutley           |       | Parti conservateur | 7 mars 1961        | Gravesend            | Angleterre        |          |
| Maidenhead                             | Theresa May            |       | Parti conservateur | 1er octobre 1956   | Eastbourne           | Angleterre        |          |
| Maidstone and The Weald                | Helen Grant            |       | Parti conservateur | 28 septembre 1961  | Willesden            | Angleterre        |          |
| Makerfield                             | Yvonne Fovargue        |       | Parti travailliste | 29 novembre 1956   | Sale                 | Angleterre        |          |
| Maldon                                 | John Whittingdale      |       | Parti conservateur | 16 octobre 1959    | Sherborne            | Angleterre        |          |
| Manchester Central                     | Lucy Powell            |       | Parti travailliste | 10 octobre 1974    | Manchester           | Angleterre        |          |
| Manchester Gorton                      | Gerald Kaufman         |       | Parti travailliste | 21 juin 1930       | Leeds                | Angleterre        |          |
| Manchester Withington                  | Jeff Smith             |       | Parti travailliste | 26 janvier 1963    |                      |                   |          |
| Mansfield                              | Alan Meale             |       | Parti travailliste | 31 juillet 1949    | Bishop Auckland      | Angleterre        |          |
| Meon Valley                            | George Hollingbery     |       | Parti conservateur | 12 octobre 1963    | Beverley             | Angleterre        |          |
| Meriden                                | Caroline Spelman       |       | Parti conservateur | 4 mai 1958         | Bishop's Stortford   | Angleterre        |          |
| Mid Bedfordshire                       | Nadine Dorries         |       | Parti conservateur | 21 mai 1957        | Liverpool            | Angleterre        |          |
| Mid Derbyshire                         | Pauline Latham         |       | Parti conservateur | 4 février 1948     | Lincolnshire         | Angleterre        |          |
| Mid Dorset and North Poole             | Michael Tomlinson      |       | Parti conservateur |                    |                      |                   |          |
| Mid Norfolk                            | George Freeman         |       | Parti conservateur | 12 juillet 1967    | Cambridge            | Angleterre        |          |
| Mid Sussex                             | Nicholas Soames        |       | Parti conservateur | 12 février 1948    | Croydon              | Angleterre        |          |
| Mid Worcestershire                     | Nigel Huddleston       |       | Parti conservateur | 13 octobre 1970    | Lincoln              | Angleterre        |          |
| Middlesbrough                          | Andy McDonald          |       | Parti travailliste | 8 mars 1958        | Acklam               | Angleterre        |          |
| Middlesbrough South and East Cleveland | Tom Blenkinsop         |       | Parti travailliste | 14 août 1980       | Middlesbrough        | Angleterre        |          |
| Milton Keynes North                    | Mark Lancaster         |       | Parti conservateur | 12 mai 1970        | Cambridge            | Angleterre        |          |
| Milton Keynes South                    | Iain Stewart           |       | Parti conservateur | 18 septembre 1972  | Hamilton             | Écosse            |          |
| Mitcham and Morden                     | Siobhain McDonagh      |       | Parti travailliste | 20 février 1960    | Colliers Wood        | Angleterre        |          |
| Mole Valley                            | Paul Beresford         |       | Parti conservateur | 6 avril 1946       | Levin                | Nouvelle-Zélande  |          |
| Morecambe and Lunesdale                | David Morris           |       | Parti conservateur | 3 janvier 1966     | Leigh                | Angleterre        |          |
| Morley and Outwood                     | Andrea Jenkyns         |       | Parti conservateur | 16 juin 1974       | Beverley             | Angleterre        |          |
| New Forest East                        | Julian Lewis           |       | Parti conservateur | 26 septembre 1951  | Swansea              | Pays de Galles    |          |
| New Forest West                        | Desmond Swayne         |       | Parti conservateur | 20 août 1956       | Londres              | Angleterre        |          |
| Newark                                 | Robert Jenrick         |       | Parti conservateur | 9 janvier 1982     |                      |                   |          |
| Newbury                                | Richard Benyon         |       | Parti conservateur | 21 octobre 1960    | Reading              | Angleterre        |          |
| Newcastle-under-Lyme                   | Paul Farrelly          |       | Parti travailliste | 2 mars 1962        | Newcastle-under-Lyme | Angleterre        |          |
| Newcastle upon Tyne Central            | Chi Onwurah            |       | Parti travailliste | 12 avril 1965      | Wallsend             | Angleterre        |          |
| Newcastle upon Tyne East               | Nick Brown             |       | Parti travailliste | 13 juin 1950       | Hawkhurst            | Angleterre        |          |
| Newcastle upon Tyne North              | Catherine McKinnell    |       | Parti travailliste | 8 juin 1976        | Newcastle upon Tyne  | Angleterre        |          |
| Newton Abbot                           | Anne Marie Morris      |       | Parti conservateur | 5 juillet 1957     | Londres              | Angleterre        |          |
| Normanton, Pontefract and Castleford   | Yvette Cooper          |       | Parti travailliste | 20 mars 1969       | Inverness            | Écosse            |          |
| North Cornwall                         | Scott Mann             |       | Parti conservateur | 24 juin 1977       | Wadebridge           | Angleterre        |          |
| North Devon                            | Peter Heaton-Jones     |       | Parti conservateur | 2 août 1963        |                      |                   |          |
| North Dorset                           | Simon Hoare            |       | Parti conservateur | 28 juin 1969       |                      |                   |          |
| North Durham                           | Kevan Jones            |       | Parti travailliste | 25 avril 1964      | Worksop              | Angleterre        |          |
| North East Bedfordshire                | Alistair Burt          |       | Parti conservateur | 25 mai 1955        | Bury                 | Angleterre        |          |
| North East Cambridgeshire              | Stephen Barclay        |       | Parti conservateur | 3 mai 1972         | Lytham St Annes      | Angleterre        |          |
| North East Derbyshire                  | Natascha Engel         |       | Parti travailliste | 9 avril 1967       | Berlin               | Allemagne         |          |
| North East Hampshire                   | Ranil Jayawardena      |       | Parti conservateur | 3 septembre 1986   |                      |                   |          |
| North East Hertfordshire               | Oliver Heald           |       | Parti conservateur | 15 décembre 1954   | Reading              | Angleterre        |          |
| North East Somerset                    | Jacob Rees-Mogg        |       | Parti conservateur | 24 mai 1969        | Somerset             | Angleterre        |          |
| North Herefordshire                    | Bill Wiggin            |       | Parti conservateur | 4 juin 1966        | Cité de Westminster  | Angleterre        |          |
| North Norfolk                          | Norman Lamb            |       | LibDems            | 16 septembre 1957  | Watford              | Angleterre        |          |
| North Shropshire                       | Owen Paterson          |       | Parti conservateur | 24 juin 1956       | Whitchurch           | Angleterre        |          |
| North Somerset                         | Liam Fox               |       | Parti conservateur | 22 septembre 1961  | East Kilbride        | Écosse            |          |
| North Swindon                          | Justin Tomlinson       |       | Parti conservateur | 5 novembre 1976    | Londres              | Angleterre        |          |
| North Thanet                           | Roger Gale             |       | Parti conservateur | 20 août 1943       | Poole                | Angleterre        |          |
| North Tyneside                         | Mary Glindon           |       | Parti travailliste | 13 janvier 1957    | Newcastle upon Tyne  | Angleterre        |          |
| North Warwickshire                     | Craig Tracey           |       | Parti conservateur | 21 août 1974       | Durham               | Angleterre        |          |
| North West Cambridgeshire              | Shailesh Vara          |       | Parti conservateur | 4 septembre 1960   | Kampala              | Ouganda           |          |
| North West Durham                      | Pat Glass              |       | Parti travailliste | 14 février 1957    | Esh Winning          | Angleterre        |          |
| North West Hampshire                   | Kit Malthouse          |       | Parti conservateur | 27 octobre 1966    | Liverpool            | Angleterre        |          |
| North West Leicestershire              | Andrew Bridgen         |       | Parti conservateur | 28 octobre 1964    | Burton upon Trent    | Angleterre        |          |
| North West Norfolk                     | Henry Bellingham       |       | Parti conservateur | 29 mars 1955       | Cheltenham           | Angleterre        |          |
| North Wiltshire                        | James Gray             |       | Parti conservateur | 7 novembre 1954    | Glasgow              | Écosse            |          |
| Northampton North                      | Michael Ellis          |       | Parti conservateur | 13 octobre 1967    | Northampton          | Angleterre        |          |
| Northampton South                      | David Mackintosh       |       | Parti conservateur |                    |                      |                   |          |
| Norwich North                          | Chloe Smith            |       | Parti conservateur | 17 mai 1982        | Ashford              | Angleterre        |          |
| Norwich South                          | Clive Lewis            |       | Parti travailliste |                    | Londres              | Angleterre        |          |
| Nottingham East                        | Chris Leslie           |       | Parti travailliste | 28 juin 1972       | Keighley             | Angleterre        |          |
| Nottingham North                       | Graham Allen           |       | Parti travailliste | 11 janvier 1953    | Nottingham           | Angleterre        |          |
| Nottingham South                       | Lilian Greenwood       |       | Parti travailliste | 26 mars 1966       | Bolton               | Angleterre        |          |
| Nuneaton                               | Marcus Jones           |       | Parti conservateur | 5 avril 1974       | Nuneaton             | Angleterre        |          |
| Old Bexley and Sidcup                  | James Brokenshire      |       | Parti conservateur | 7 janvier 1968     | Southend-on-Sea      | Angleterre        |          |
| Oldham East and Saddleworth            | Debbie Abrahams        |       | Parti travailliste | 15 septembre 1960  | Sheffield            | Angleterre        |          |
| Oldham West and Royton                 | Michael Meacher        |       | Parti travailliste | 4 novembre 1939    | Hemel Hempstead      | Angleterre        |          |
| Orpington                              | Jo Johnson             |       | Parti conservateur | 23 décembre 1971   | Londres              | Angleterre        |          |
| Oxford East                            | Andrew Smith           |       | Parti travailliste | 1er février 1951   | Wokingham            | Angleterre        |          |
| Oxford West and Abingdon               | Nicola Blackwood       |       | Parti conservateur | 16 octobre 1979    | Johannesburg         | Afrique du Sud    |          |
| Pendle                                 | Andrew Stephenson      |       | Parti conservateur | 17 février 1981    | Manchester           | Angleterre        |          |
| Penistone and Stocksbridge             | Angela Smith           |       | Parti travailliste | 16 août 1961       | Grimsby              | Angleterre        |          |
| Penrith and The Border                 | Rory Stewart           |       | Parti conservateur | 3 janvier 1973     | Hong Kong            | Hong Kong         |          |
| Peterborough                           | Stewart Jackson        |       | Parti conservateur | 31 janvier 1965    | Woolwich             | Angleterre        |          |
| Plymouth Moor View                     | Johnny Mercer          |       | Parti conservateur |                    |                      |                   |          |
| Plymouth Sutton and Devonport          | Oliver Colvile         |       | Parti conservateur | 26 août 1959       | Londres              | Angleterre        |          |
| Poole                                  | Robert Syms            |       | Parti conservateur | 15 août 1956       | Chippenham           | Angleterre        |          |
| Poplar and Limehouse                   | Jim Fitzpatrick        |       | Parti travailliste | 4 avril 1952       | Glasgow              | Écosse            |          |
| Portsmouth North                       | Penny Mordaunt         |       | Parti conservateur | 4 mars 1973        | Torquay              | Angleterre        |          |
| Portsmouth South                       | Flick Drummond         |       | Parti conservateur |                    |                      |                   |          |
| Preston                                | Mark Hendrick          |       | Parti travailliste | 2 novembre 1958    | Salford              | Angleterre        |          |
| Pudsey                                 | Stuart Andrew          |       | Parti conservateur | 25 novembre 1971   | Anglesey             | Pays de Galles    |          |
| Putney                                 | Justine Greening       |       | Parti conservateur | 30 avril 1969      | Rotherham            | Angleterre        |          |
| Rayleigh and Wickford                  | Mark Francois          |       | Parti conservateur | 14 août 1965       | Islington            | Angleterre        |          |
| Reading East                           | Rob Wilson             |       | Parti conservateur | 4 janvier 1965     | Wallingford          | Angleterre        |          |
| Reading West                           | Alok Sharma            |       | Parti conservateur | 7 septembre 1967   | New Delhi            | Inde              |          |
| Redcar                                 | Anna Turley            |       | Parti travailliste | 9 octobre 1978     | Dartford             | Angleterre        |          |
| Redditch                               | Karen Lumley           |       | Parti conservateur | 28 mars 1964       | Barnsley             | Angleterre        |          |
| Reigate                                | Crispin Blunt          |       | Parti conservateur | 15 juillet 1960    | Berlin               | Allemagne         |          |
| Ribble Valley                          | Nigel Evans            |       | Parti conservateur | 10 novembre 1957   | Swansea              | Pays de Galles    |          |
| Richmond (Yorks)                       | Rishi Sunak            |       | Parti conservateur | 12 mai 1980        | Southampton          | Angleterre        |          |
| Richmond Park                          | Zac Goldsmith          |       | Parti conservateur | 20 janvier 1975    | Cité de Westminster  | Angleterre        |          |
| Rochdale                               | Simon Danczuk          |       | Parti travailliste | 24 octobre 1966    | Rochdale             | Angleterre        |          |
| Rochester and Strood                   | Kelly Tolhurst         |       | Parti conservateur | 23 août 1978       | Rochester            | Angleterre        |          |
| Rochford and Southend East             | James Duddridge        |       | Parti conservateur | 26 août 1971       | Bristol              | Angleterre        |          |
| Romford                                | Andrew Rosindell       |       | Parti conservateur | 17 mars 1966       | Romford              | Angleterre        |          |
| Romsey and Southampton North           | Caroline Nokes         |       | Parti conservateur | 26 juin 1972       | Lyndhurst            | Angleterre        |          |
| Rossendale and Darwen                  | Jake Berry             |       | Parti conservateur | 29 décembre 1978   | Liverpool            | Angleterre        |          |
| Rother Valley                          | Kevin Barron           |       | Parti travailliste | 26 octobre 1946    | Tadcaster            | Angleterre        |          |
| Rotherham                              | Sarah Champion         |       | Parti travailliste | 10 juillet 1969    | Maldon               | Angleterre        |          |
| Rugby                                  | Mark Pawsey            |       | Parti conservateur | 16 janvier 1957    | Binley Woods         | Angleterre        |          |
| Ruislip Northwood and Pinner           | Nick Hurd              |       | Parti conservateur | 13 mai 1962        | Cité de Westminster  | Angleterre        |          |
| Runnymede and Weybridge                | Philip Hammond         |       | Parti conservateur | 4 décembre 1955    | Epping               | Angleterre        |          |
| Rushcliffe                             | Kenneth Clarke         |       | Parti conservateur | 2 juillet 1940     | West Bridgford       | Angleterre        |          |
| Rutland and Melton                     | Alan Duncan            |       | Parti conservateur | 31 mars 1957       | Rickmansworth        | Angleterre        |          |
| Saffron Walden                         | Alan Haselhurst        |       | Parti conservateur | 23 juin 1937       | South Elmsall        | Angleterre        |          |
| Salford and Eccles                     | Rebecca Long Bailey    |       | Parti travailliste | 22 septembre 1979  | Stretford            | Angleterre        |          |
| Salisbury                              | John Glen              |       | Parti conservateur | 1er avril 1974     | Bath                 | Angleterre        |          |
| Scarborough and Whitby                 | Robert Goodwill        |       | Parti conservateur | 31 décembre 1956   | Terrington           | Angleterre        |          |
| Scunthorpe                             | Nic Dakin              |       | Parti travailliste | 10 juillet 1955    | Birstall             | Angleterre        |          |
| Sedgefield                             | Phil Wilson            |       | Parti travailliste | 31 mai 1959        | Durham               | Angleterre        |          |
| Sefton Central                         | Bill Esterson          |       | Parti travailliste | 27 octobre 1966    | Londres              | Angleterre        |          |
| Selby and Ainsty                       | Nigel Adams            |       | Parti conservateur | 30 novembre 1966   | Goole                | Angleterre        |          |
| Sevenoaks                              | Michael Fallon         |       | Parti conservateur | 14 mai 1952        | Perth                | Écosse            |          |
| Sheffield Brightside and Hillsborough  | Harry Harpham          |       | Parti travailliste |                    | Sheffield            | Angleterre        |          |
| Sheffield Central                      | Paul Blomfield         |       | Parti travailliste | 25 août 1953       | Chatham              | Angleterre        |          |
| Sheffield Hallam                       | Nick Clegg             |       | LibDems            | 7 janvier 1967     | Chalfont St Giles    | Angleterre        |          |
| Sheffield Heeley                       | Louise Haigh           |       | Parti travailliste | 22 juillet 1987    | Sheffield            | Angleterre        |          |
| Sheffield South East                   | Clive Betts            |       | Parti travailliste | 13 janvier 1950    | Sheffield            | Angleterre        |          |
| Sherwood                               | Mark Spencer           |       | Parti conservateur | 20 janvier 1970    | Calverton            | Angleterre        |          |
| Shipley                                | Philip Davies          |       | Parti conservateur | 5 janvier 1972     | Doncaster            | Angleterre        |          |
| Shrewsbury and Atcham                  | Daniel Kawczynski      |       | Parti conservateur | 24 janvier 1972    | Varsovie             | Pologne           |          |

## Liste des élections partielles
| Circonscription                       | Date              | Nom                | Parti | Parti        | Causes     | Élu                                                       | Parti                                                     | Parti                                                     | Score                                                     | Lien      |
| ------------------------------------- | ----------------- | ------------------ | ----- | ------------ | ---------- | --------------------------------------------------------- | --------------------------------------------------------- | --------------------------------------------------------- | --------------------------------------------------------- | --------- |
| Oldham West and Royton                | 3 décembre 2015   | Michael Meacher    |       | Travailliste | Décès      | Jim McMahon                                               |                                                           | Travailliste                                              | 62,1 %                                                    | Résultats |
| Sheffield Brightside and Hillsborough | 5 mai 2016        | Harry Harpham      |       | Travailliste | Décès      | Gill Furniss                                              |                                                           | Travailliste                                              | 62,4 %                                                    |           |
| Ogmore                                | 5 mai 2016        | Huw Irranca-Davies |       | Travailliste | Démission  | Chris Elmore                                              |                                                           | Travailliste                                              | 52,6 %                                                    |           |
| Tooting                               | 16 juin 2016      | Sadiq Khan         |       | Travailliste | Démission  | Rosena Allin-Khan                                         |                                                           | Travailliste                                              | 55,9 %                                                    |           |
| Batley and Spen                       | 20 octobre 2016   | Jo Cox             |       | Travailliste | Assassinat | Tracy Brabin                                              |                                                           | Travailliste                                              | 85,8 %                                                    |           |
| Witney                                | 20 octobre 2016   | David Cameron      |       | Conservateur | Démission  | Robert Courts                                             |                                                           | Conservateur                                              | 45,0 %                                                    |           |
| Richmond Park                         | 1er décembre 2016 | Zac Goldsmith      |       | Conservateur | Démission  | Sarah Olney                                               |                                                           | Libéraux-démocrates                                       | 49,7 %                                                    |           |
| Sleaford and North Hykeham            | 8 décembre 2016   | Stephen Phillips   |       | Conservateur | Démission  | Caroline Johnson                                          |                                                           | Conservateur                                              | 53,5 %                                                    |           |
| Copeland                              | 23 février 2017   | Jamie Reed         |       | Travailliste | Démission  | Trudy Harrison                                            |                                                           | Conservateur                                              | 44,2 %                                                    |           |
| Stoke-on-Trent Central                | 23 février 2017   | Tristram Hunt      |       | Travailliste | Démission  | Gareth Snell                                              |                                                           | Travailliste                                              | 37,1 %                                                    |           |
| Manchester Gorton                     | 4 mai 2017        | Gerald Kaufman     |       | Travailliste | Décès      | le siège reste vacant jusqu'au 8 juin, jour des élections | le siège reste vacant jusqu'au 8 juin, jour des élections | le siège reste vacant jusqu'au 8 juin, jour des élections | le siège reste vacant jusqu'au 8 juin, jour des élections |           |

## Changement de parti
| Circonscription | Nom              | Parti | Parti        | Date                 | Parti | Parti        |
| --------------- | ---------------- | ----- | ------------ | -------------------- | ----- | ------------ |
| Edinburgh West  | Michelle Thomson |       | SNP          | 29 septembre 2015    |       | Indépendant  |
| Glasgow East    | Natalie McGarry  |       | SNP          | 24 novembre 2015     |       | Indépendant  |
| Rochdale        | Simon Danczuk    |       | Travailliste | 31 décembre 2015     |       | Indépendant  |
| Bradford West   | Naz Shah         |       | Travailliste | 27 avril 2016        |       | Indépendant  |
| Bradford West   | Naz Shah         |       | Indépendant  | 5 juillet 2016       |       | Travailliste |
| North Swindon   | Justin Tomlinson |       | Conservateur | 11 - 12 octobre 2016 |       | Conservateur |
| Clacton         | Douglas Carswell |       | UKIP         | 25 mars 2017         |       | Indépendant  |